# (5228) Máca
(5228) Máca est un astéroïde de la ceinture principale.

## Description
(5228) Máca est un astéroïde de la ceinture principale. Il fut découvert le 3 novembre 1986 à l'Observatoire Kleť par Zdeňka Vávrová. Il présente une orbite caractérisée par un demi-grand axe de 3,11 UA, une excentricité de 0,16 et une inclinaison de 1,3° par rapport à l'écliptique.

## Compléments